# Беньковець (річка)

Бе́ньковець (Бе́ньківець) — річка в Україні, в межах Надвірнянського району Івано-Франківської області. Ліва притока Малого Лукавця, (басейн Бистриці Надвірнянської). 

## Опис
Джерело води під полониною Перенизь, дає початок. Довжина 2.8 км. У верхній течії дуже заліснено (ур. Тришково, с. Молодків); не є глибокою. Річка типово гірська.